# Synagogue-musée Sant'Anna
La synagogue-musée Sant'Anna, située à l'angle de la via La Giudea et de la via San Martino, est l'ancienne Grande synagogue de Trani, construite au XIIIe siècle, devenue par la suite l'église Sant'Anna. Le bâtiment abrite la section juive du musée diocésain de l'archidiocèse de Trani-Barletta-Bisceglie.

## La Grande synagogue
La synagogue Scola Grande se dresse sur ce qui était la rue principale de l'ancien quartier juif de Trani. Elle est construite en 1246-1247, à l'apogée de la communauté juive qui, déjà vers 1160, comptait jusqu'à 200 feux, comme le rapporte dans son journal le riche marchand Benjamin de Tudèle, venu à Trani au cours d'un de ses longs voyages. À cette époque, dans le quartier où se sont installés les Juifs, on compte jusqu'à quatre synagogues, dont deux auront déjà été détruites en 1700. La synagogue Scola Grande est, avec la synagogue Scolanova, les seuls bâtiments qui existent de nos jours.
La synagogue médiévale Scola Grande est transformée en église catholique par les Angevins qui la dédient à saints Chirico et Juliette dans un premier temps, avant de la consacrée au XVIIIe siècle à sainte Anne. 

## Restauration
Le projet de restauration, conçu dès 1992, s'est achevé en décembre 2009 avec l'ouverture du musée. 
Les minutieux travaux de restauration visaient à récupérer l'ancienne structure de la synagogue, en mettant en évidence le niveau du sol d'origine, quelques citernes et une base de sièges en pierre, sans toutefois occulter les éléments ajoutés au cours de la période ultérieure.
La synagogue se présente de l'extérieur comme un corps rectangulaire compact surmonté d'un tambour octogonal et d'une coupole ; à l'intérieur, quatre arcs soutiennent le tambour cylindrique à quatre fenêtres et la coupole hémisphérique.
De la structure originale de la synagogue ont pu être sauvegardés: les murs d'enceinte; une épigraphe, trouvée à l'intérieur, qui mentionne l'année hébraïque 5007 (année civile 1246), date de sa fondation : « Dans l'année cinq mille et sept après la création, ce sanctuaire a été construit par un groupe ami de la communauté, avec une haute coupole majestueuse et une fenêtre pour laisser passer la lumière du jour et des nouvelles porte pour la fermer, et des sièges sur le sol pour les membres. Que sa miséricorde soit rappelée devant Celui qui vit dans les cieux splendides »; l'intrados de la coupole située dans le  tambour octogonal; et sur la façade, au-dessus de la porte secondaire, un petit tympan pointu, le probable couronnement de l'Aron ha-kodesh qui devait se trouver à l'intérieur. De même, ont été conservés : un ancien autel en bois du XVIIIe siècle, l'abside médiévale de l'église, les décorations du XVIIe siècle et à l'extérieur, le clocher. 
Les travaux qui ont permis de retrouver la structure de la synagogue, la rénovation du bâtiment et son aménagement permettent actuellement d'abriter la section juive du musée diocésain de Trani, où sont exposés des objets de l'histoire juive des XIIIe au XVe siècle de la ville.

## Exposition
Dans la zone supérieure, du bâtiment, outre les panneaux didactiques expliquant l'histoire de la présence juive à Trani et dans le Mezzogiorno du XIIIe au XVe siècle et l'histoire de cette synagogue devenue église, on trouve des copies de documents et deux objets d'une valeur historique exceptionnelle, une ancienne mezouzah datant du XIIe ou XIIIe siècle et des fragments de parchemin d'une ancienne Bible hébraïque en hébreu du XIVe siècle.
Dans la crypte sont conservées des pierres tombales provenant du cimetière de la communauté juive de la ville de Trani.  

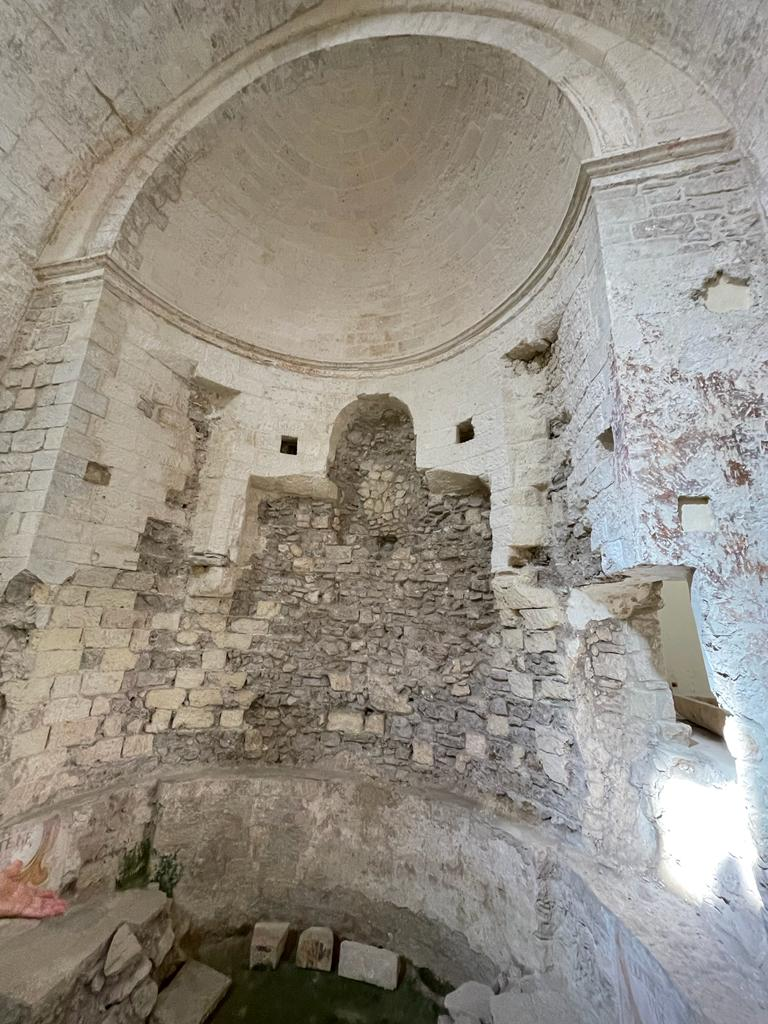
Ancien emplacement de l'Arche Sainte
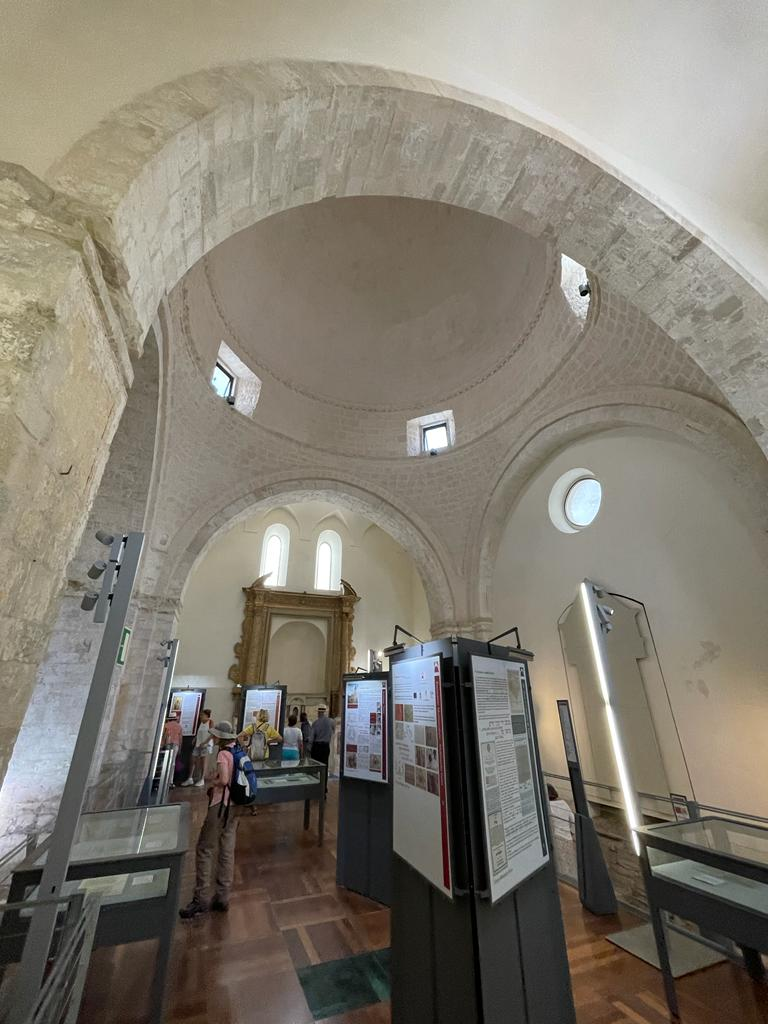
L'exposition sur la communauté juive de Trani

## Note et bibliographie
1. 1 2  (it):  Polo Museale di Trani – Museo Sinagoga Sant'Anna
2. ↑  (it):  La sinagoga grande; site de l'archidiocèse de Trani-Barletta-Bisceglie
3. ↑  (it):  Cesare Colafemmina et Giorgio Gramegna: Sinagoga-Museo-S. Anna: Guida al Museo;  éditeur: Messaggi; Cassano delle Murge; 2009

- (it) Cet article est partiellement ou en totalité issu de l’article de Wikipédia en italien intitulé « Sinagoga-museo Sant'Anna » (voir la liste des auteurs).
- (it):  Sinagoga museale di S. Anna; site du ministère de la Culture
- (it):  Sinagoga-Museo de Sant'Anna; site Kripkit